# Kristi Das
Kristi Das (* 12. Mai 1986) ist eine indische Badmintonspielerin. 

## Karriere
Kristi Das belegte bei den Bahrain International 2008 und den Syria International 2008 sowie den Bangladesh International 2013 jeweils Rang drei. Weitere Starts folgten bei der India Super Series 2013, den Chinese Taipei Open 2013, den Dutch Open 2013, der India Super Series 2014 und dem India Open Grand Prix Gold 2014.